# Psykiatrireformen
Psykiatrireformen (Psyk-ÄDEL) var en reform för psykiatrin i Sverige som beslutades 1994 och genomfördes 1995. Den föregicks av psykiatriutredningen (SOU 1992:73) som visade att personer med psykisk ohälsa hade mycket dålig samverkan med övriga samhället i jämförelse med andra svaga grupper. Psykiatrireformen föregicks också av ädelreformen (vård av äldre, 1992) och ibland ses kombinationstermen psykädelreformen.
Tanken var att psykiskt sjuka personer i högre grad skulle integreras med resten av samhället. Reformen har i efterhand fått mycket kritik, bland annat att psykiskt funktionshindrade personer som bor i lägenhet ofta blir isolerade. Många är fortfarande kvar på institutioner för sluten psykiatrisk vård av andra skäl än att de behöver vård. Endast 10 % av de patienter som är i öppenvården får psykoterapi.
Psykiatriutredningen (SOU 1992:73)
- Stöd och samordning kring psykiskt störda : ett kunskapsunderlag (1991), delbetänkande
- På väg : exempel på förändringsarbeten inom verksamheter för psykiskt störda (1991), delbetänkande
- Krav på förändring : synpunkter från psykiskt störda och anhöriga (1991), delbetänkande
- Rätt till bostad : om psykiskt stördas boende (1992), delbetänkande
- Psykiskt störda i socialförsäkringen : ett kunskapsunderlag (1992), delbetänkande
- Psykiatrin och dess patienter : levnadsförhållanden, vårdens innehåll och utveckling (1992), delbetänkande
- Psykiatrin i Norden : ett jämförande perspektiv (1992), delbetänkande
- Livskvalitet för psykiskt långtidssjuka : forskning kring service, stöd och vård (1992), delbetänkande
- Psykiskt stördas situation i kommunerna : en probleminventering ur socialtjänstens perspektiv (1992), rapport
- Välfärd och valfrihet : service, stöd och vård för psykiskt störda (1992), slutbetänkande
- Statligt stöd till rehabilitering av tortyrskadade flyktingar m.fl. (1993), delbetänkande
- Bensodiazepiner - beroendeframkallande psykofarmaka (1993), delbetänkande
- Sammanställning av remissyttranden över Psykiatriutredningens slutbetänkande (SOU 1992:73) (1993)